# Admiralty Head Light
Admiralty Head Light je maják ve státním parku Fort Casey nedaleko města Coupeville na Whidbeyho ostrově v americkém státě Washington. 
Mys Admiralty Head, kde se maják vyskytuje, je východním vstupním bodem do úžiny Admiralty, a nejjihovýchodnějším bodem série holých útesů, které pokračují na sever k mysu Point Partridge, kde dosahují nejvyšších výšek.

## Historie
V roce 1858 zakoupily Spojené státy za 400 amerických dolarů 40 tisíc m² rozlehlý pozemek pro výstavbu majáku. Původní maják byl postaven v měsících předcházejících Americké občanské válce, a stal se tak jedním z prvních navigačních bodů na západě Severní Ameriky. Výbavou majáku byla Fresnelova čočka s dosahem 25 kilometrů, která vítala námořní dopravu do vod Pugetova zálivu. V roce 1890 byla postavena pevnost Fort Casey k ochraně úžiny Admiralty, maják byl přemístěn a půda byla přenechána armádě. Původní dřevěný maják byl tedy zbořen a na jeho místě stojí část pevnosti.
Nová štukovaný maják, postavený z cihel, byl vztyčen roku 1903, ale sloužil pouze do roku 1922. Jedná se o poslední cihlový maják od renomovaného německého architekta Carla Leicka. Později jej používala armáda k výcviku bojových psů.

## Obnova
Pět let po deaktivaci majáku, v roce 1927, byla svítilna majáku přemístěna na maják New Dungeness Light. Devítimetrový maják na mysu Admiralty byl později zrekonstruován správou státních parků státu Washington a nyní je sponzorován ve spolupráci Washington State University a místních environmentálních programů. Veřejnosti je otevřen po celý rok.